# 시노팜 WIBP-CorV 코로나19 백신
시노팜 WIBP-CorV 코로나19 백신은 중국의 시노팜이 개발한 코로나19 백신이다.

## 예방률
예방률은 72.8%로 평범한 수치이다.

## 같이 보기
- 시노팜 BBIBP-CorV 코로나19 백신